# Rowettie de Gough
Rowettia goughensis
Genre
Espèce
Synonymes
- Nesospiza goughensis

Statut de conservation UICN

 CR B1ab(ii,iii,v) : 
En danger critique
La Rowettie de Gough (Rowettia goughensis) est une espèce de passereau de la famille des Thraupidae. C'est la seule espèce du genre Rowettia.

## Répartition  et habitat
L'espèce est endémique à l'île Gough, une île britannique subantarctique. 
Elle vit dans les prairies, les landes humides jusqu'à 800 m d'altitude.

## Population et conservation
Elle était autrefois considérée comme une espèce vulnérable par l'UICN . Mais de nouvelles recherches ont montré que la population s'effondre, et est au bord de l'extinction en raison de la population introduite de souris domestique (Mus musculus). Ces dernières, réputées pour leur agressivité inhabituelle, sont en concurrence avec les oiseaux pour se nourrir, et mangent également leurs œufs et les oisillons. Par conséquent, l'espèce a été passée en danger critique d'extinction sur la liste rouge de l'UICN en 2008.